# Autoridad del Valle del Tennessee
La Tennessee Valley Authority (TVA), más conocida en español como la Autoridad del Valle del Tenesí ,es una agencia del New Deal creada para generar energía eléctrica y controlar las riadas del río Tennessee en una región que abarca siete estados de los Estados Unidos. El presidente Franklin Delano Roosevelt firmó la Tennessee Valley Authority Act por la que se creaba la TVA el 18 de mayo de 1933. La agencia todavía existe y ha crecido hasta convertirse en la mayor compañía pública de energía de Estados Unidos.
La Autoridad, cuya sede está en Knoxville (Tennessee), es una corporación de propiedad del gobierno que ahora se autofinancia totalmente. La TVA es básicamente un mayorista, que vende a 158 distribuidores de energía detallistas y, directamente, a varios clientes industriales o gubernamentales. Alguna controversia rodea a la TVA, puesto que unos medios de producción de propiedad gubernamental constituyen un estatismo, concepto al que algunos temen. Esta controversia viene arrastrándose desde su concepción.
Durante los años 20, y los de la Gran Depresión el público de los Estados Unidos se mostró frustrado por la energía eléctrica de propiedad privada y empezó a apoyar el concepto de la propiedad gubernamental para las compañías de servicios públicos, y en particular para las instalaciones de energía hidroeléctrica. El concepto de instalaciones de generación eléctrica de propiedad gubernamental vendidas a instalaciones de distribución de propiedad pública fue un tema de controversia política. Muchos creyeron que las compañías de energía de propiedad privada no emplearían prácticas de funcionamiento justas y estarían sujetas a los abusos de sus propietarios, compañías holding, a expensas de los consumidores. 
Mediante la formación de compañías holding, el sector privado controlaba el 94% de la generación en el año 1921, y de hecho estaban no reglamentadas, debido a que los Estados no podían reglamentar compañías holdings interestatales. (Esta situación dio lugar a la Public Utility Holding Company Act de 1935 (PUHCA)).
Por otro lado, había muchos que creían que el Gobierno no debía participar en el negocio de la generación eléctrica debido a que la propiedad gubernamental conduciría a la explotación de complejos hidroeléctricos. No obstante, la mayoría de los sistemas hidrológicos más grandes están gestionados por el gobierno federal. Los consumidores de energía regionales se benefician de la electricidad de más bajo costo suministrada por la red de 28 instalaciones hidroeléctrica de la TVA. Los favorables a la TVA, no obstante, destacan que la gestión de la agencia del sistema del río Tennessee sin los adecuados fondos federales, ahorran de pagar anualmente millones de dólares a los contribuyentes federales.
En los años siguientes a la Gran Depresión, el Congreso de los Estados Unidos temió las medidas para aliviar la situación de los agricultores y los desempleados, y una de estas medidas fue el desarrollo de la energía de propiedad federal. Uno de los mayores esquemas se estableció en el río Tennessee al amparo de la Tennessee Valley Authority Act de 1933. Bajo esta ley el Gobierno Federal suministró energía eléctrica a los Estados, condados, municipios y cooperativas sin ánimo de lucro. Fue parte de las iniciativas federales para facilitar la navegación, el control de riadas, materiales estratégicos para la defensa nacional, energía eléctrica, alivio del desempleo y mejora de las condiciones de vida en las áreas rurales. La TVA fue más que un simple proveedor de energía.
En su papel de proveedor de energía se le dio permiso para suscribir contratos a largo plazo (20 años) para la venta de energía a las agencias gubernamentales y a las entidades privadas. También puede construir líneas de distribución de tendido eléctrico a áreas que de otro modo no recibirían el suministro y establecer reglas y regulaciones para el detall y la distribución de la electricidad. La TVA es a la vez proveedor y regulador.

## Historia

### Década de 1930

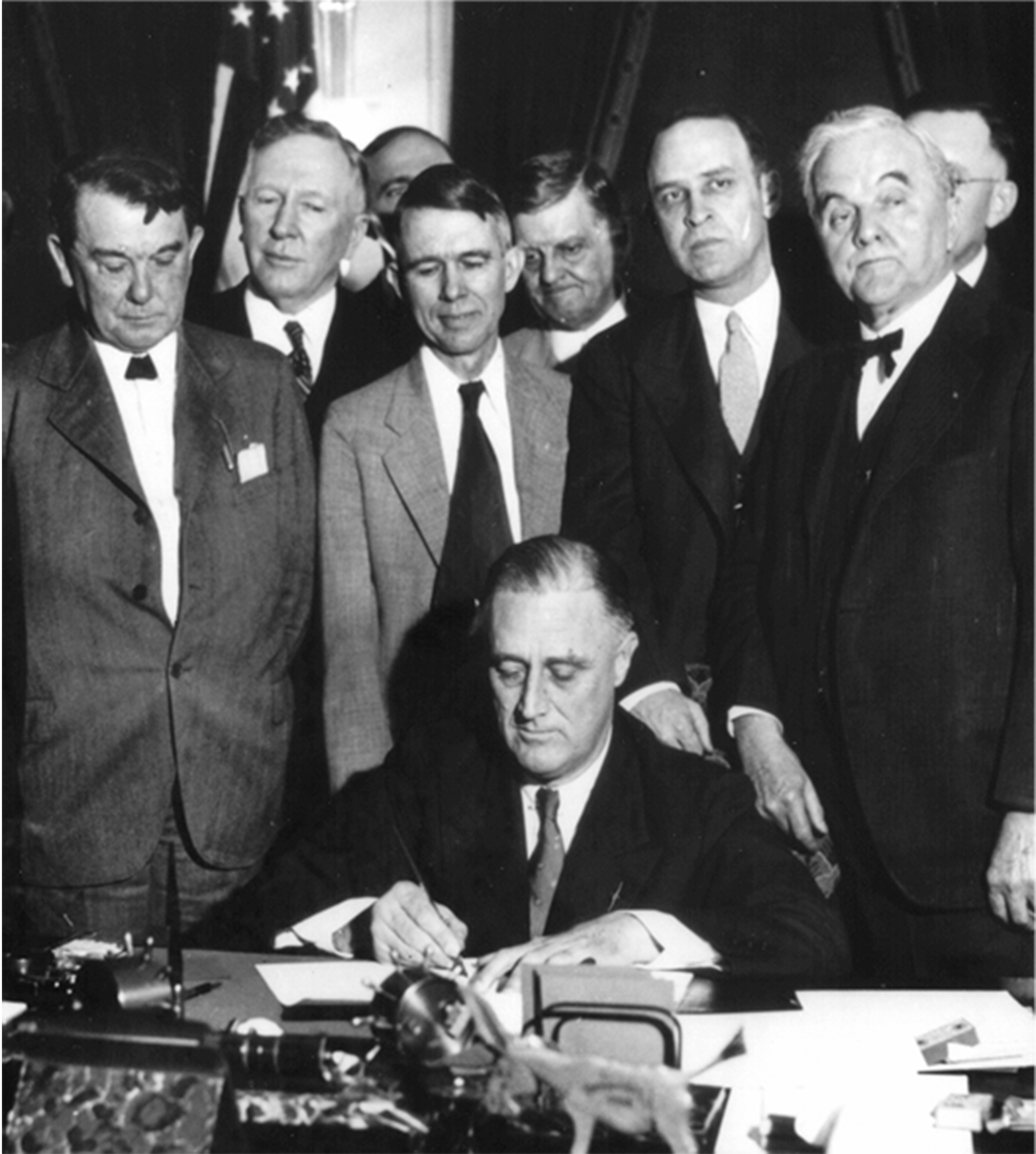
El presidente Franklin D. Roosevelt firma el Acta fundacional de la TVA.

Incluso para los niveles de la Depresión, el valle del Tennessee presentaba un triste panorama en 1933. Gran parte de la tierra había sido cultivada tan intensivamente y por tanto tiempo, que la tierra estaba erosionada y agotada. Los rendimientos de las cosechas habían caído junto con los ingresos agrícolas. Los mejores bosques habían sido cortados. La TVA desarrolló fertilizantes, enseñó a los agricultores a mejorar el rendimiento de las cosechas, ayudó a replantar bosques, controlar sus incendios, y mejorar el hábitat para la fauna terrestre y fluvial. El cambio más espectacular en la vida del valle procedió de la electricidad generada por los embalses de la TVA.
La luz y los modernos aparatos eléctricos hicieron la vida más fácil y las granjas más productivas. La electricidad también promovió la implantación de industrias en la región, proporcionando trabajos desesperadamente necesarios.
Nada de esto fue fácil. El desarrollo de los embalses supuso el traslado de personas de sus casas y la inundación de sus tierras. Esto naturalmente llevó a un resentimiento y un sentimiento anti-TVA entre algunas comunidades rurales. Los propietarios de tierras locales fueron naturalmente sospechosos de agencias gubernamentales. Pero la TVA introdujo con éxito nuevos métodos agrícolas en las comunidades tradicionales. Lo hicieron armonizando y buscando líderes locales.
Los agricultores de Tennessee no querían aceptar los consejos de los agentes en traje y corbata. La gente de TVA tenía que identificar los líderes en las comunidades y convencerles de que la rotación de cultivos y la aplicación juiciosa de fertilizantes eran los medios para recuperar la fertilidad de la tierra. Una vez habían convencido a los líderes, el resto les seguía.

### Década de 1940
Durante la Segunda Guerra Mundial, los Estados Unidos necesitaron aluminio para construir bombas y aviones, y las plantas para la obtención de aluminio consumían electricidad. Para suministrar energía a estas industrias de guerra críticas, TVA se involucró en un gran programa de construcción de hidroenergía, sin precedentes en los Estados Unidos. Al principio de 1942, cuando el esfuerzo alcanzó su punto culminante, 12 proyectos hidroeléctricos y una planta de vapor estaban simultáneamente en construcción, y el empleo generado para su diseño y construcción alcanzaba un total de 28.000 trabajadores.
TVA también suministraba gran parte de la electricidad necesaria para separación de uranio utilizando Calutrones en el Complejo de Seguridad Nacional Y-12 en Oak Ridge, la cual era necesaria para el Proyecto Manhattan.

### Década de 1950
Al final de la guerra, la TVA había completado un canal de navegación de 650 millas (1.050 km) a lo largo del río Tennessee y pasó a ser el mayor proveedor de electricidad del país. A pesar de ello, la demanda de electricidad superó la capacidad de la TVA para producir electricidad a partir de embalses hidroeléctricos. Las interferencias políticas impidieron que la TVA obtuviera expropiaciones federales para construir plantas alimentadas con carbón, de modo que buscó la autorización para emitir bonos. En 1959 el Congreso aprobó la legislación para que las actividades de energía de la TVA fueran autofinanciadas, y a partir de este momento tuviera su propia gestión financiera.

### Década de 1960
Los años 60 fueron de un crecimiento económico sin precedentes en el valle del Tennessee. Las explotaciones agrícolas y los bosques presentaban el mejor aspecto que habían tenido en generaciones. Las tarifas eléctricas estaban entre las más bajas de la nación y siguieron siendo bajas mientras la TVA compraba y ponía mayores y más eficientes unidades de generación. En previsión de que las necesidades de energía eléctrica del valle siguieran creciendo, la TVA empezó a construir reactores nucleares, como una nueva fuentes de energía económica.

### Décadas de 1970 y 1980
En la economía del Valle del Tennessee y en la de toda la nación, se produjeron importantes cambios, derivados de un embargo internacional del petróleo en 1973 y disparando los costes del combustible en el resto de la década. El coste medio de la electricidad en el valle del Tennessee se multiplicó por cinco en el período comprendido entre los primeros años 70 y los primeros años 80. Con la demanda de energía cayendo y los costes de construcción subiendo, la TVA canceló la construcción de varias plantas nucleares, como hicieron otras compañías de todo el país.

### Década de 1990
En cuanto la industria de generación eléctrica se desplazó hacia la reestructuración y la desregulación, la TVA empezó a prepararse para hacer frente a la competencia. 
Recortó los costes de funcionamiento en cerca de 800 millones de dólares por año, redujo su plantilla laboral a menos de la mitad, incrementó la capacidad de generación de sus plantas, paró la construcción de plantas nucleares, y desarrolló un plan para atender las necesidades del valle del Tennessee hasta el año 2020.

### Década de los 2000

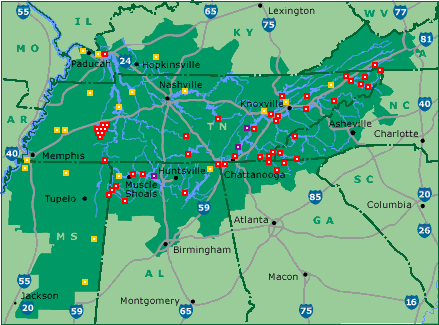
Mayo de 2005: Mapa de los centros de TVA; Claves:
- rojo:Embalse
- púrpura: nuclear
- naranja: fósil

TVA ha sido recientemente noticia de nuevo por su reducción de plantilla y por iniciar nuevas campañas para mejorar su imagen. También ha recibido la aprobación de las organizaciones pro-nucleares al poner en funcionamiento de nuevo el reactor nuclear de Browns Ferry (unidad 1), que se encontraba cerrado para su desinstalación. (Con datos a 2005, la TVA era la propietaria y operadora de las plantas de energía nuclear de Browns Ferry, Sequoyah y Watts Bar.) En el 2004, TVA implementó las recomendaciones del Reservoir Operations Study (ROS), en el modo de funcionamiento del sistema del río Tennessee (el quinto más grande del país).
La TVA es uno de los mayores productores de electricidad en los Estados Unidos y actúa como un coordinador de la fiabilidad de la red regional. El conjunto energético de la TVA, al año 2004, era de 11 plantas alimentadas por combustible fósil, 29 embalses hidroeléctricos, 3 plantas de energía nuclear (con cinco reactores y uno para entrar en funcionamiento de nuevo) y seis plantas de combustión de turbina. Las plantas de combustible fósil produjeron alrededor del 61% del total generado en el año fiscal 2004, por la TVA. La energía nuclear produjo alrededor del 29%, y la hidroeléctrica el 9%. .
El 25 de julio de 2005, con temperaturas atmosféricas cercanas a los 100 °F (38 °C) sobre gran parte de su área de operación, se informó que la TVA había generado más de 31.703 megawattios, marcando un nuevo récord diario. Al siguiente día, la TVA informó que había roto su récord al generar 31.935 megawattios.  (enlace roto disponible en Internet Archive; véase el historial, la primera versión y la última).  TVA ha mantenido un 99,999% de fiabilidad al atender sus clientes de energía en los últimos seis años.
El 22 de septiembre de 2005, NuStart Energy Development LLC anunció que había seleccionado el emplazamiento de la TVA de Bellefonte cerca de Scottsboro, Alabama como uno de los dos mejores emplazamientos en el país para una nueva planta nuclear y que solicitaría un permiso combinado de construcción y operación para la misma (ver Programa de energía nuclear 2010).